# Загард
Загард (нім. Sagard) — громада в Німеччині, розташована в землі Мекленбург-Передня Померанія. Входить до складу району Передня Померанія-Рюген. Складова частина об'єднання громад Норд-Рюген.
Площа — 27,93 км2. Населення становить 2398 ос. (станом на 31 грудня 2020).

## Галерея

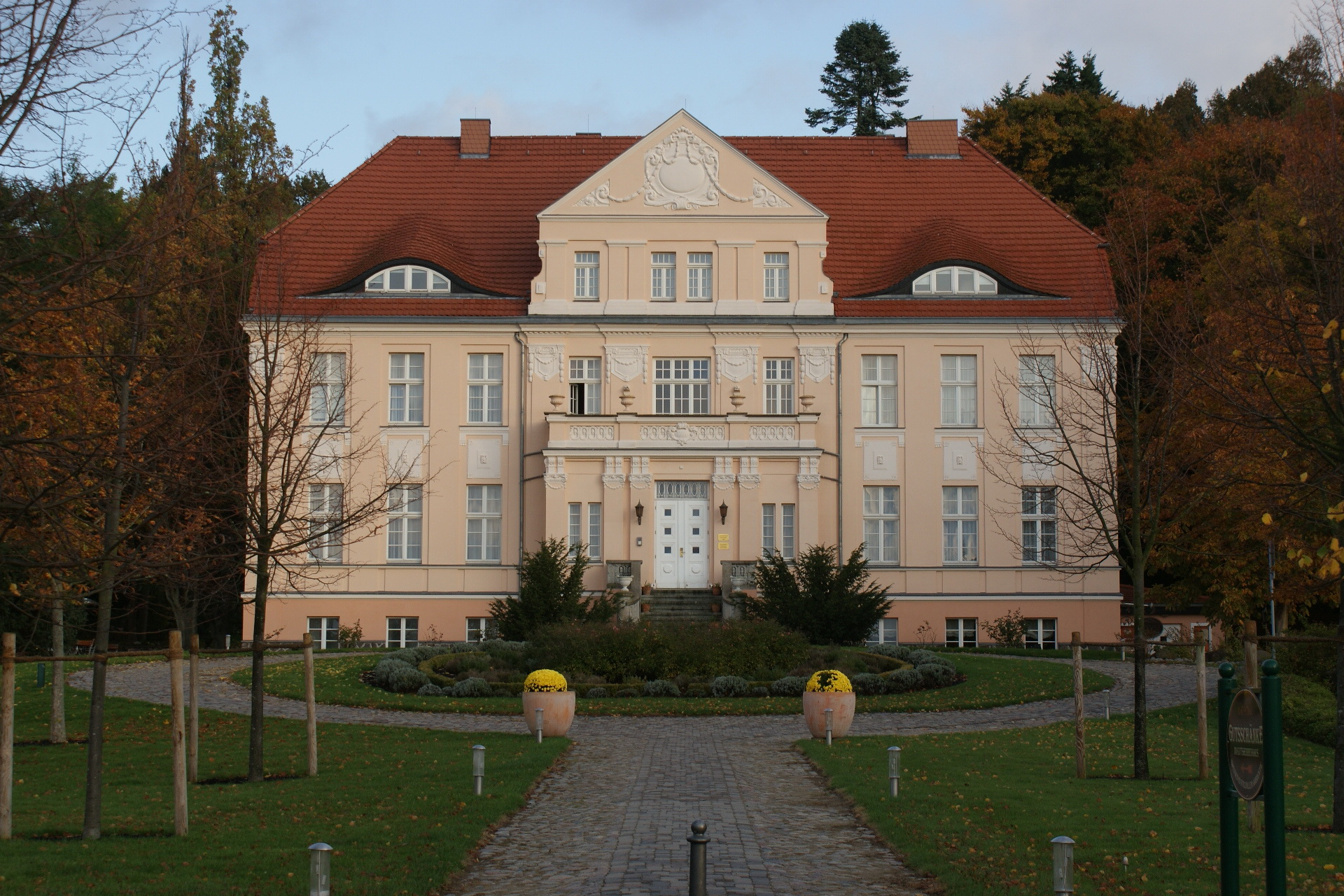
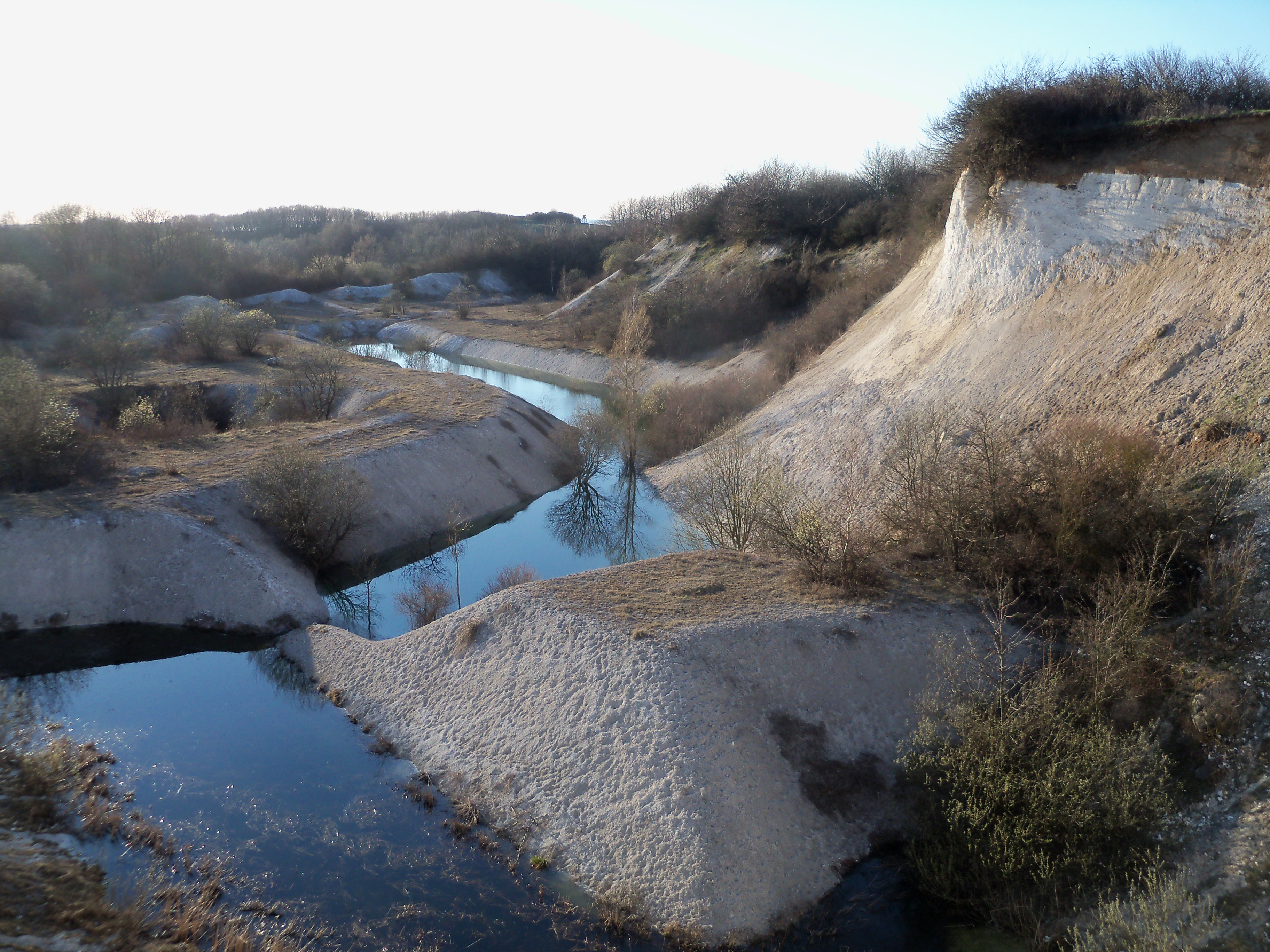
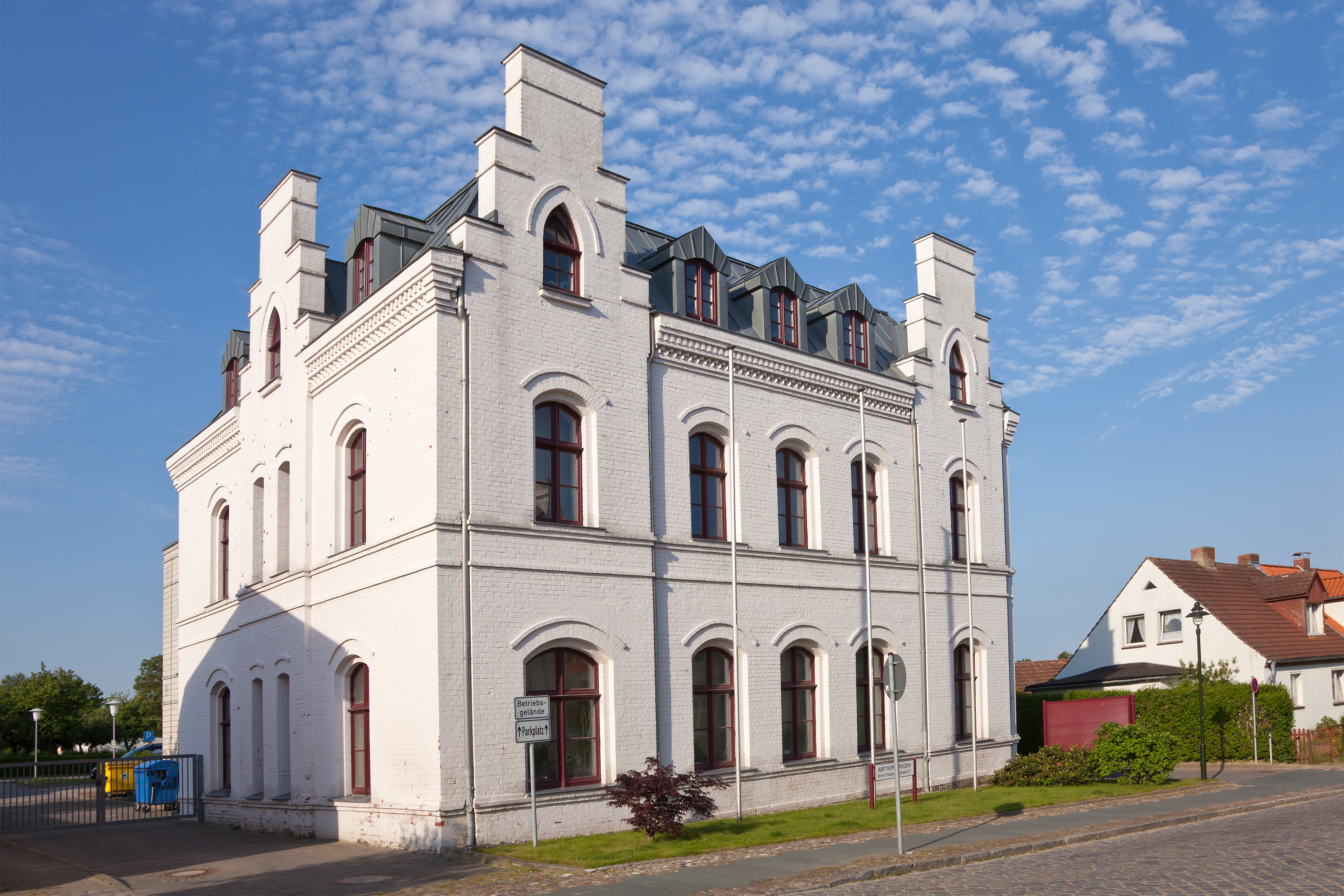